# Spiloprionus sericeomaculatus
Spiloprionus sericeomaculatus är en skalbaggsart som beskrevs av Aurivillius 1897. Spiloprionus sericeomaculatus ingår i släktet Spiloprionus och familjen långhorningar. Inga underarter finns listade i Catalogue of Life.